# Quaestor sacri palatii
Квестор свете палате (лат. Questor sacri palatii) била је титула високих чиновника централне администрације позног Римског царства у доба Домината (293-476). После пада Западног римског царства (476), функција се одржала у Византији још неко време. Његова функција била је слична функцији министра правосуђа.

## Позадина
Реформе цара Диоклецијана (293-305) и Константина Великог (324-337) имале су за циљ да ојачају централну власт и ослабе власт намесника у провинцијама, чије су побуне и узурпације обележиле цео 3. век и довеле до кризе Римског царства. То је постигнуто одвајањем војне и цивилне власти у провинцијама, дијецезама и префектурама, и формирањем централне државне администрације.

## Функција
Изграђивањем централне државне управе у доба цара Константина Великог (324-337), на врху централне администрације Царства био је канцелар (господар канцеларија). Поред њега, најважнији чиновник централне управе био је Questor sacri palatii: он стоји на челу правосуђа, издаје (редигује) законе и потписује (контрасигнира) царске указе.